# August Nathanael Grischow
August Nathanael Grischow (în rusă: Августин Нафанаил Гришов, n. 29 septembrie 1726 la Berlin – d. 4 iunie 1760 la Sankt Petersburg) a fost un matematician și astronom german, fiul matematicianului Augustin Grischow.
În perioada 1745 - 1749 a fost director al Observatorului Astronomic din Berlin, iar în 1749 devine membru al Academiei de Științe din Berlin.
În 1750 intră ca profesor de optică la Universitatea de Arte din Berlin.
În anul următor preia postul de profesor de astronomie la Academia Rusă de Științe.
Aici se va ocupa de diverse studii de profil, cum ar fi teoria paralaxelor sateliților.

## Scrieri
- Methodus investigandi parallaxin lunae et planetarum;
- 1760: Observationes circa longitudinem penduli simplices institutae.

1. 1 2  Augustin Nathanael Grischow, Academia de Arte din Berlin, accesat în 9 octombrie 2017